# Dobber
Een dobber drijft op het water en geeft de plaats aan van een voorwerp dat zich onder water bevindt en dat met een lijn aan de dobber is verbonden. Een dobber heet ook wel drijver. Het voorwerp kan een net of een anker zijn, maar meestal gaat het om een vishaak.

## Vissen met de dobber
Bij beroepsvissers was vroeger de drijver van hout of kurk en daaraan waren twee lijnen bevestigd. De ene lijn was aan het eind met een steen verzwaard om de dobber op zijn plaats te houden. De andere lijn had een haak met aas aan het eind. De visser zette ’s avonds een aantal van die dobbers uit in zijn viswater en haalde ze de volgende ochtend stuk voor stuk op.
In het geldende reglement voor de binnenvisserij (2020) heet dit vistuig aaldogger en is nog steeds toegestaan.

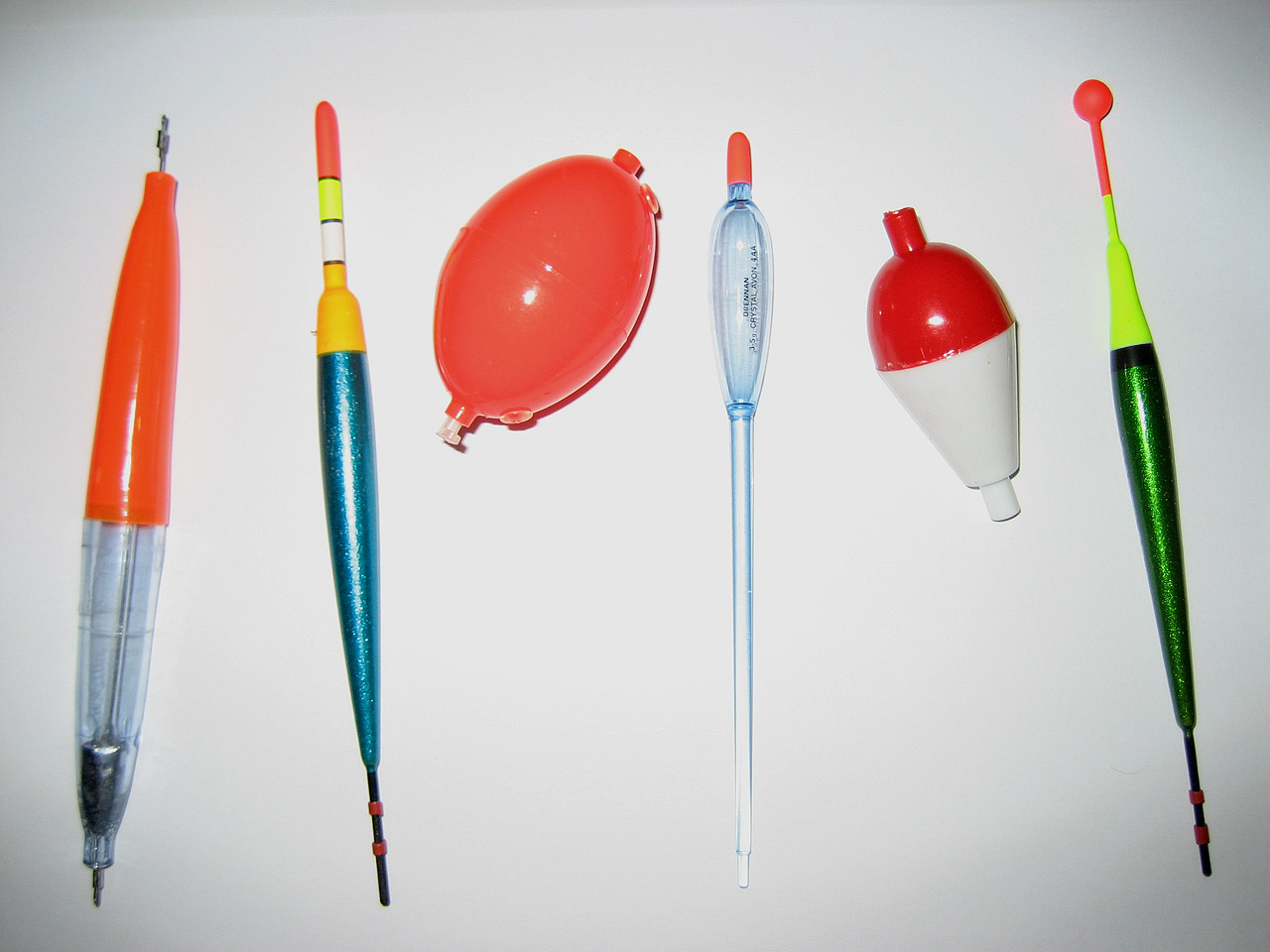
Enkele soorten dobbers.

## Vissen met de hengel
Bij het vissen met de hengel zit aan de vislijn een dobber die langs de vislijn kan worden geschoven. Zo kan de afstand tussen  de dobber en de vishaak aan het eind van de lijn worden afgestemd op de diepte van het viswater. 
Hier heeft de dobber een dubbele functie:
- Aan de plaats van de dobber kan de hengelvisser zien of hij de haak op de gewenste plaats heeft gelegd.
- De dobber is ook een beetindicator; als de dobber onder water gaat of ineens een heel stuk wegdrijft, is dat een teken dat de visser moet aanslaan om de vis binnen te halen.

Vroeger bestond de dobber uit een kurk die was doorstoken met de pen van een ganzenveer. Bij het moderne  sportvissen zijn de dobbers van een kunststof die lichter is dan water.